# Hubertus Kramer

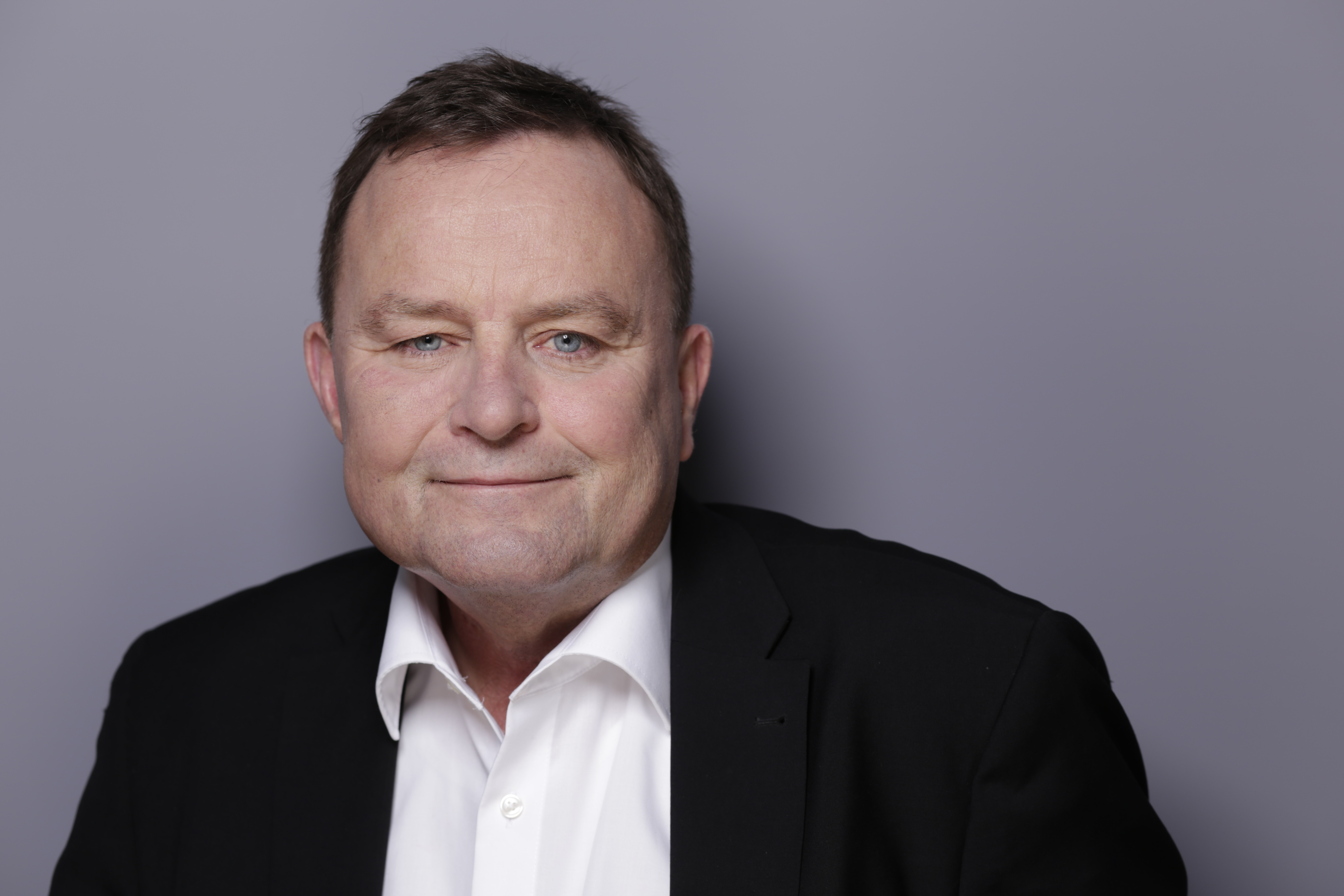
Hubertus Kramer (2016)

Hubertus Kramer (* 3. November 1959 in Lenhausen; † 24. Januar 2022) war ein deutscher Politiker (SPD). Er war vom 8. Juni 2005 bis zu seinem Tod Abgeordneter des Landtags von Nordrhein-Westfalen.

## Leben
Kramer machte im Jahr 1978 das Abitur und von 1980 bis 1981 ein Volontariat. In den Jahren 1982 bis 1989 arbeitete er als Redakteur und im Anschluss, bis zu seinem Einzug ins Landesparlament von Nordrhein-Westfalen 2005, als Leiter des Presse- und Informationsamtes der Stadt Hagen. Zugleich war er von 1997 bis 1999 Leiter des Büros des Oberbürgermeisters der Stadt Hagen. Kramer war verheiratet und hatte ein Kind.

## Politik
Kramer war seit dem Jahr 1982 Mitglied der SPD. Von 2000 bis 2018 war er Vorsitzender des SPD Stadtverbandes Gevelsberg und seit 2001 stellvertretender Vorsitzender des Unterbezirks Ennepe-Ruhr. Von 1994 bis 2014 war er Mitglied des Rates der Stadt Gevelsberg, wo er von 1994 bis 2004 stellvertretender Fraktionsvorsitzender und von 2004 bis 2005 Fraktionsvorsitzender war. Kramer war Mitglied der Gewerkschaft ver.di. Aufgrund seines Einsatzes für die Belange der Freiwilligen Feuerwehr wurde Kramer 2019 in Gevelsberg zum Ehrenmitglied des Kreisfeuerwehrverbandes Ennepe-Ruhr ernannt. Vom 8. Juni 2005 bis zu seinem Tod war er für den Landtagswahlkreis 104 direktgewählter Abgeordneter des Landtags von Nordrhein-Westfalen, wo er als ordentliches Mitglied dem Ausschuss für Bauen und Verkehr und dem Ausschuss für Kommunalpolitik und Verwaltungsstrukturreform angehörte. Nach seinem Tod rückte Falk Heinrichs für ihn in den Landtag nach.